# Unione polacco-svedese

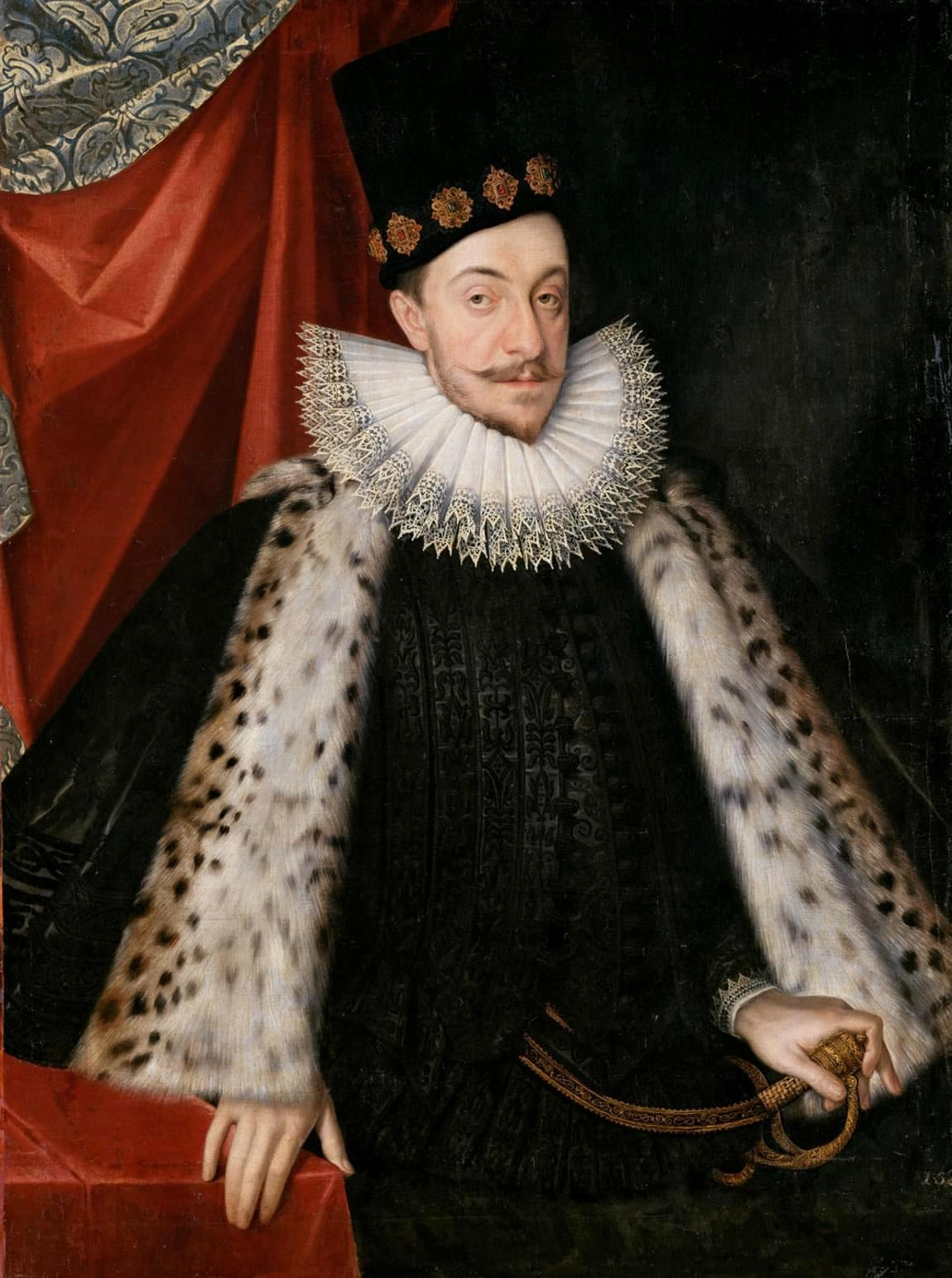
Sigismondo III Vasa, Re di Polonia (1587–1632), Re di Svezia (1592–1599)

L'unione polacco-svedese fu un'unione personale di breve durata tra la Confederazione polacco-lituana e il Regno di Svezia, quando Sigismondo III Vasa, re di Polonia e granduca di Lituania, fu incoronato re di Svezia nel 1592. Nel 1599, dopo una guerra civile, perse questa corona e tornò a Varsavia.

## Antefatto

Stemma araldico del ramo polacco della Casa di Vasa come Re eletti di Polonia (Lituania e Rutenia) e re legittimi ereditari di Svezia (Finlandia ed Estonia)

Dopo la morte di Giovanni III di Svezia, suo figlio Sigismondo divenne erede al trono di Svezia. Sigismondo a quel tempo era già il re eletto di Polonia (dal 1587). Sigismondo apprezzava sicuramente il trono svedese e dopo aver appreso della morte di suo padre e delle pretese al trono di suo zio, il duca Carlo di Södermanland, chiese al Sejm (il parlamento polacco) il permesso di lasciare la Confederazione per andare in Svezia, dove avrebbe potuto assicurarsi la corona svedese. Il Sejm gli diede il permesso e il 3 agosto 1593 Sigismondo, accompagnato dalla moglie, Anna d'Asburgo e da altri seguaci, partì per la Svezia.
In Svezia, incontrò un serio problema a causa della sua religione, poiché Sigismondo era un devoto cattolico e la maggior parte della popolazione svedese (compreso Carlo) si era convertita al luteranesimo. Si temeva che Sigismondo, se fosse stato eletto re, avrebbe appoggiato i cattolici contro i protestanti. In questo periodo il duca Carlo ei suoi amici protestanti erano chiaramente in inferiorità numerica rispetto ai sostenitori di Sigismondo. Tuttavia, subito dopo la morte di re Giovanni, un sinodo convocato a Uppsala dal duca Carlo respinse la nuova liturgia e redasse una confessione di fede anticattolica, il 5 marzo 1593. La Sacra Scrittura e i tre credi primitivi furono dichiarati i veri fondamenti di fede cristiana, e la confessione di Augusta fu adottata, il 9 gennaio 1594, a Uppsala. Sigismondo fu affrontato dai rappresentanti dei luterani e della bassa nobiltà. Spinto dalla situazione politica, e in mezzo ai disordini che includevano l'entourage cattolico di Sigismondo e i loro oppositori luterani, alla fine acconsentì il 19 febbraio a garantire la libertà religiosa ai protestanti e proibì ai cattolici di manifestare pubblicamente la loro fede e di detenere alte cariche pubbliche.

## Unione

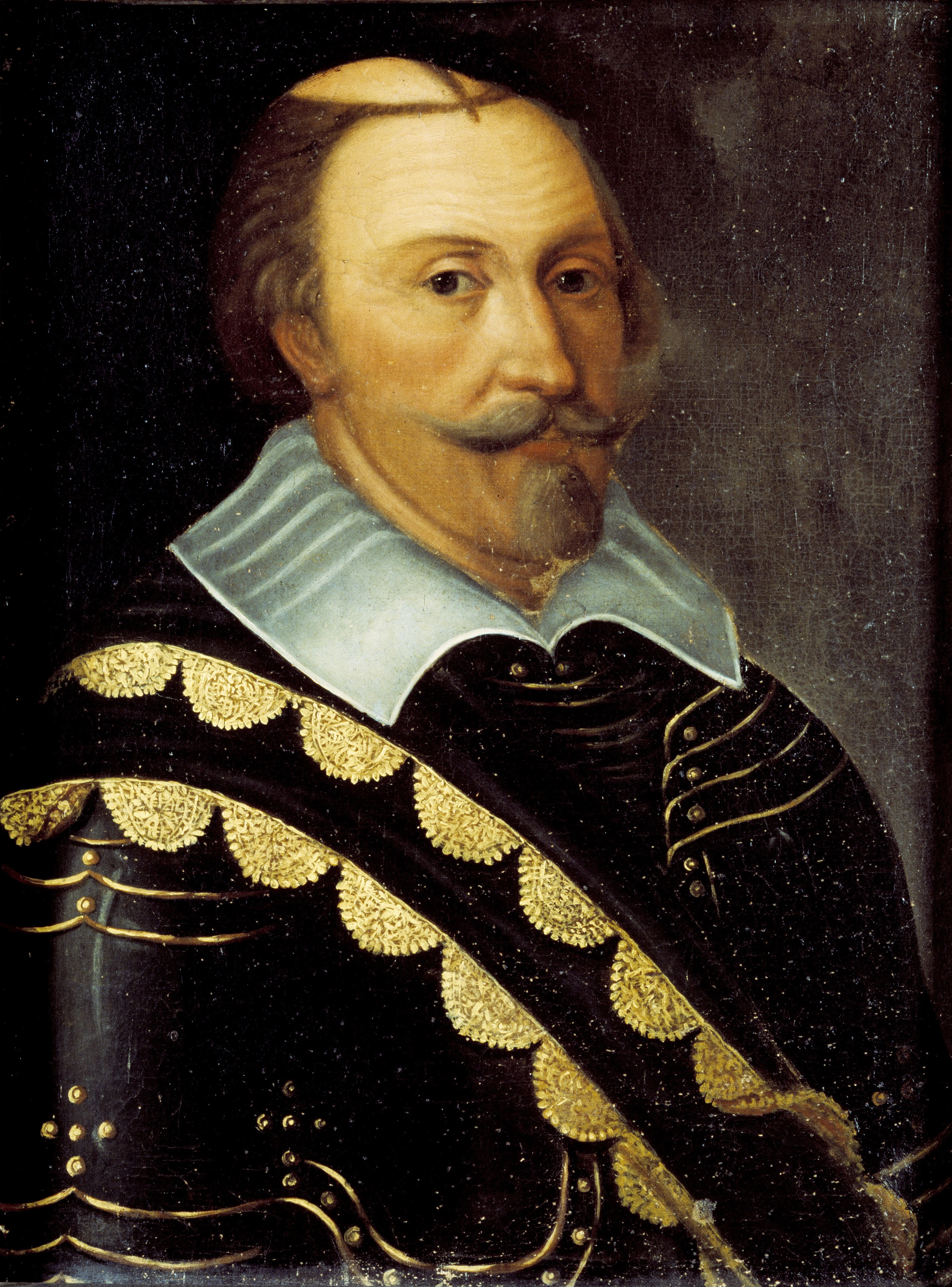
Il Duca Carlo, futuro Carlo IX di Svezia; Il nemico di Sigismondo

Lo stendardo reale della Confederazione Polacco-Lituana durante il regno della dinastia Vasa (1587-1668)

L'accordo del 19 febbraio sembrava aver risolto la situazione; Sigismondo fu incoronato nella Cattedrale di Uppsala e divenne il re di Svezia. Il Regno di Svezia era ora in un'unione personale con la Polonia e la Lituania. A luglio, Sigismondo lasciò la Svezia nelle mani del consiglio della reggenza e tornò in Polonia. La Svezia doveva essere governata congiuntamente dal Riksråd e dallo zio di Sigismondo, il duca Carlo.

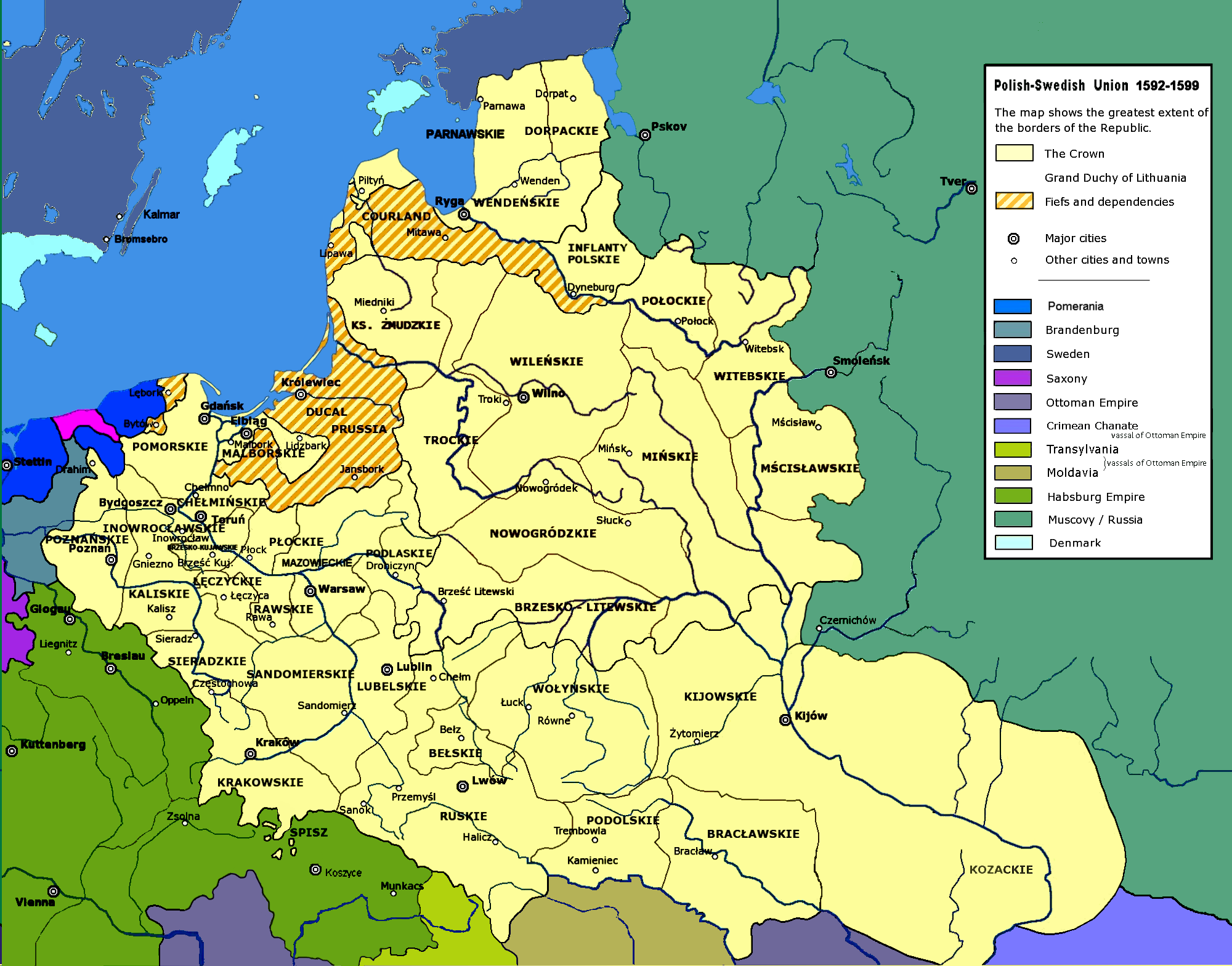
La Confederazione Polacco-Lituana in unione con in Regno di Svezia

Sigismondo, tuttavia, rinnegò le sue precedenti promesse, aprendo scuole cattoliche e assegnando ai cattolici incarichi di rilievo. Carlo a sua volta non rinunciò al trono svedese perseguendo la sua agenda politica. Il 18 maggio 1595 firmò la Pace di Teusina con il Granducato di Mosca, ponendo fine alla guerra russo-svedese (1590-1595) concordando lo status quo ante bellum attorno al Golfo di Finlandia (Ingria) e ricordando ad alcuni dei sostenitori di Sigismondo i loro incarichi (tra cui l'Ammiraglio Klaus Fleming). Ciò andò contro i piani di Sigismondo, come aveva promesso nella sua pacta conventa durante la sua elezione al trono della Confederazione, di cedere il Ducato di Estonia alla Confederazione dalla Svezia, e a sua volta compensare la Svezia con il territorio acquisito dal Granducato di Mosca. Nel 1595, Carlo disobbedì apertamente al re chiamando il Riksens ständer a riunirsi a Söderköping. Il Riksdag del 1595 lo proclamò reggente sebbene il re Sigismondo gli avesse precedentemente rifiutato quell'incarico. Sostenuto da molti protestanti e dalla maggior parte delle classi inferiori, fu osteggiato dalla maggior parte della nobiltà, dai cattolici, dall'area che costituisce la moderna Finlandia e dalla maggior parte della popolazione di Stoccolma. La Svezia era ora sull'orlo della guerra civile.
Il duca Carlo cercò di porre fine al conflitto con mezzi militari, ma ottenne scarso sostegno all'interno del Consiglio della Corona di Svezia. Il nuovo Riksdag che convocò ad Arboga nel 1597, di nuovo nonostante gli ordini del re, vide pochi partecipanti e solo uno del Consiglio della Corona. Anche così, il duca Carlo non ottenne il sostegno per la sua azione militare, ma la iniziò comunque. Parti della Svezia meridionale furono prese con successo. Diversi membri del Consiglio della Corona fuggirono in Polonia per convincere Sigismondo a prendere contromisure. Sigismondo inviò una missione diplomatica, nel tentativo di risolvere il conflitto mediante negoziati. All'inizio Carlo sembrava pronto a negoziare, ma in realtà stava giocando con il tempo, cercando di confermare il suo potere in un altro Riksdag (ad Arboga), reclutando contadini per il suo esercito e isolando i seguaci di Sigismondo.
Nel 1598, il Sejm diede a Sigismondo il via libera per condurre una campagna militare contro i suoi avversari in Svezia; tuttavia si rifiutò di dargli un sostegno significativo. L'esercito di Sigismondo era composto principalmente da mercenari (tedeschi e ungheresi), supportati da una forza polacca relativamente piccola (sebbene con qualche artiglieria).
La campagna di Sigismondo fu mal pianificata. Non fu in grado di coordinare i movimenti delle sue truppe con i suoi sostenitori, in particolare Fleming che avrebbe dovuto attaccare Carlo dalla Finlandia. Dopo i successi iniziali (la presa di Kalmar e la sconfitta delle truppe di Carlo a Stegeborg), le forze di Sigismondo furono sconfitte il 25 settembre 1598, nella battaglia di Stångebro, (nota anche come battaglia di Linköping). Sigismondo fu catturato e costretto a consegnare alcuni dei suoi seguaci come il Cancelliere di Svezia, Erik Larsson Sparre, (1550-1600). Nel maggio 1599, le forze di Carlo conquistarono l'ultima fortezza detenuta da Sigismondo, Kalmar. Il 24 luglio 1599, il Riksdag di Stoccolma detronizzò ufficialmente Sigismondo. Il nuovo re di Svezia era Carlo IX di Svezia, e l'unione polacco-svedese fu sciolta dopo appena sette anni di esistenza. Nel marzo 1600, alcuni dei sostenitori di Sigismondo furono giustiziati, inclusi cinque senatori, in un evento noto come Bagno di Sangue di Linköping (Linköpings blodbad).

## Epilogo
Sigismondo, a cui fu permesso di tornare in Polonia, non rinunciò al suo desiderio di riconquistare il trono di Svezia. Questo atteggiamento portò a una serie di guerre polacco-svedesi, culminate durante il regno di suo figlio, Giovanni II Casimiro di Polonia, con la gigantesca invasione svedese della Polonia conosciuta come il Diluvio.

## Mar Baltico
Al momento dell'unione, la costa della Polonia si estendeva dalla Pomerania nel sud-ovest fino a Pärnu nel nord-est (l'odierna Estonia). La costa svedese si estendeva da Brömsebro a ovest, intorno alla parte settentrionale del Baltico, fino a Pärnu. Così il tempo dell'unione polacco-svedese fu unico, in quanto il Mar Baltico divenne effettivamente un mare interno di questo superstato.